# Lentate sul Seveso
Lentate sul Seveso – miejscowość i gmina we Włoszech, w regionie Lombardia, w prowincji Monza i Brianza.
Według danych na rok 2004 gminę zamieszkiwało 14 365 osób, 1105 os./km².